# Xylocampa deficiens
Xylocampa deficiens là một loài bướm đêm trong họ Noctuidae.